# Britansko sveučilište u Egiptu
Britansko sveučilište u Egiptu (engl. British University in Egypt) privatno je sveučilište u blizini Kaira. Osnovano je u rujnu 2005. godine na temelju međudržavnog sporazuma Ujedinjenog Kraljevstva i Arapske Republike Egipat prema kojemu studenti na kraju obrazovanja stječu egipatsku i diplomu nekog od britanskih partnerskih sveučilišta.

## Sastavnice
- Fakultet poslovne administracije, ekonomije i političkih znanosti
- Stomatološki fakultet
- Fakultet inžnjerstva
- Fakultet informatike i računalstva
- Fakultet za masovne komunikacije
- Fakultet medicinskog sestrinstva
- Farmaceutski fakultet
- Fakultet umjetnosti i humanističkih znanosti
- Pravni fakultet

## Poznati suradnici
- Sebastian Coe, britanski atletičar i političar

## Službene stranice
- Službene stranice  Arhivirana inačica izvorne stranice od 14. kolovoza 2015. (Wayback Machine)